# 孔夫子旧书网

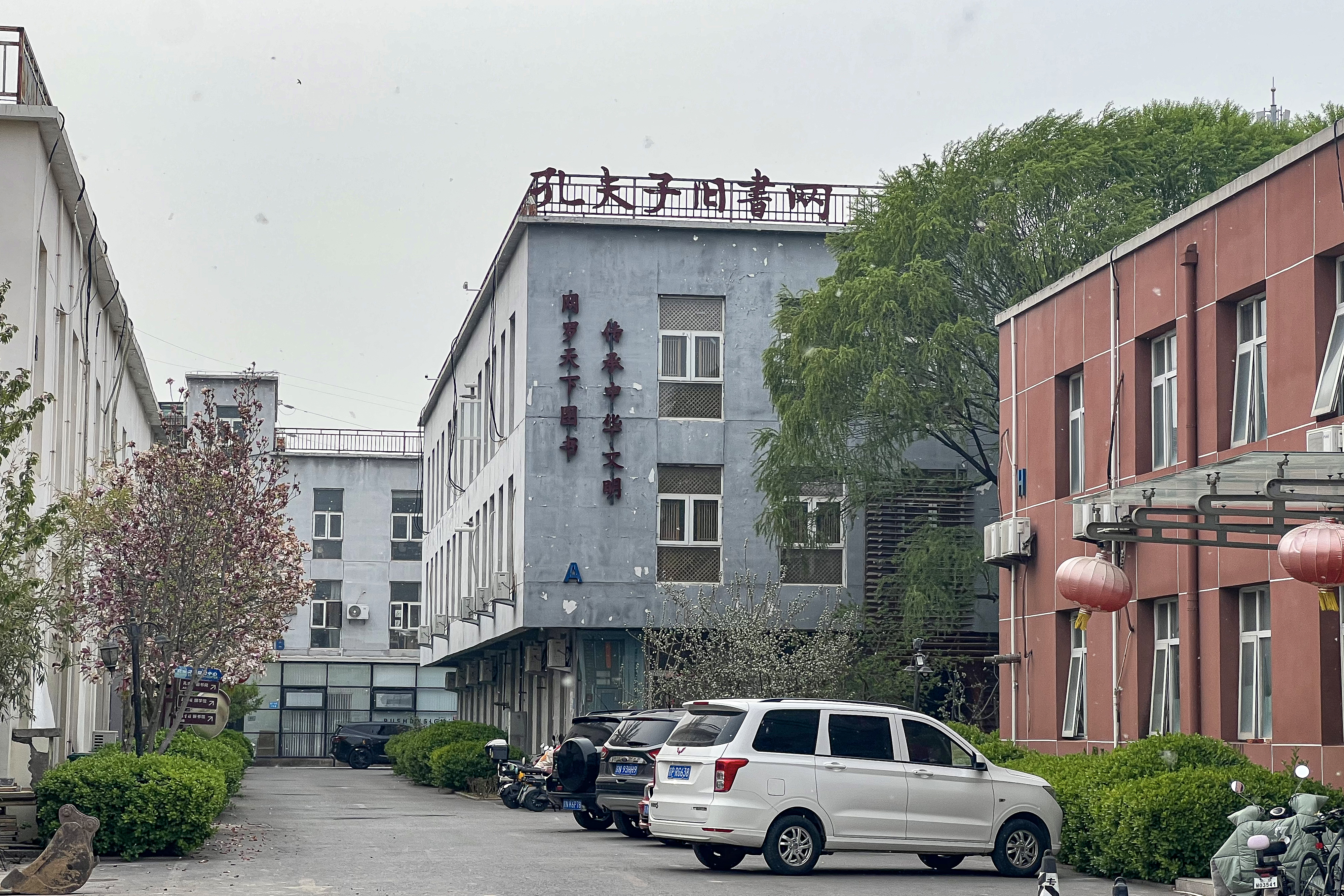
孔网总部，位于北京市朝阳区崔各庄乡何各庄328号红厂设计创意产业园A6栋

孔夫子旧书网，简称孔网，是中国大陸的一个以经营二手书为主的C2C购物网站。

## 简介
孔夫子旧书网于2002年5月由孙雨田创办。网站起初以卖家销售二手书为主，之后部分出版社也进驻孔夫子旧书网，借以推销新书以及清理库存旧书。除图书交易與在拍賣外，孔夫子旧书网还提供图书资讯、新書首發、藝術品（字畫與名人書信、古籍古玩瓷器等）專場，并开设了在线论坛。
孔夫子旧书网现已成为世界上规模最大的旧书交易网站，占据中国国内网上旧书交易90%以上的市场份额。2014年的统计数据显示，孔夫子旧书网共展示销售图书5000多万种，注册用户数量达500万，网上“书店”及“书摊”数量共计4万余家，年交易额接近4亿元人民币。